# بیابان قطبی

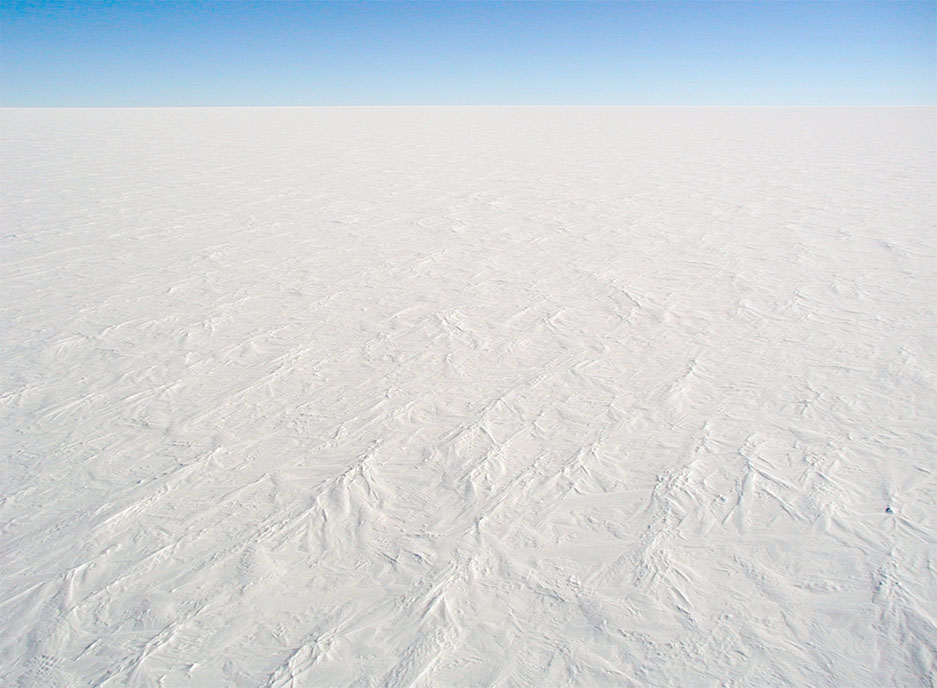
بیابان قطبی در جنوبگان

چگونگی تأثیر بارندگی و تبخیر و تعرق بر اقلیم

بیابان قطبی (انگلیسی: Polar desert) به مناطقی گفته می‌شود که میانگین بارندگی سالانه کمتر از ۲۵۰ میلی‌متر و میانگین دمای گرم‌ترین ماه‌های سال کمتر از ۱۰ درجه سلسیوس است. بیابان‌های قطبی حدود ۵٬۰۰۰٬۰۰۰ کیلومتر مربع از مساحت زمین را می‌پوشانند و عمدتاً شامل دشت‌هایی با سنگ بستر سخت یا شنی هستند.
بیابان‌های قطبی به همراه توندرای قطبی دو زیست‌بوم اصلی مناطق قطبی به شمار می‌روند. این دو زیست‌بوم در مناطق قطبی زمین به ویژه در شمالگان، شمال شرق آمریکای شمالی، اروپا، آسیا و جنوبگان قرار دارند. بیابان‌های قطبی در شمالگان و سرزمین جنوبی یافت می‌شود. بر خلاف توندرا که می‌تواند زندگی جانوری و گیاهی را در تابستان پشتیبانی کند، بیابان‌های قطبی پوشیده از لایه‌های همیشگی یخ هستند. با این حال شواهدی از وجود حیات در این محیط‌های ظاهراً غیرقابل زندگی وجود دارد. لایه‌های ضخیم یخ دارای رسوباتی از مواد آلی و غیرآلی است که محیطی قابل زندگی را برای ارگانیسم‌های میکروبی فراهم می‌سازد. این میکروارگانیسم‌ها با سیانوباکتر مرتبط هستند که دارای کارکردهای گوناگونی به ویژه در زمینه تثبیت کربن دی‌اکسید آب‌های در حال ذوب است.
تغییرات دمایی در بیابان‌های قطبی بارها از نقطه انجماد آب عبور می‌کند. این فرایند متناوب «انجماد و ذوب» باعث پدید آمدن شکل‌ها و بافت‌های طرح‌داری بر روی زمین شده است که قطر آن‌ها به ۵ متر می‌رسد و در تصویر سمت چپ دیده می‌شود.
بیشتر بخش‌های داخلی جنوبگان با وجود پوشش ضخیم یخ، بیابان قطبی است. در مقابل، دره‌های خشک مک‌موردو در جنوبگان با وجود نداشتن یخ به مدت هزاران سال بر اثر باد پایین‌رو، لزوماً بیابان قطبی محسوب نمی‌شوند.
بیابان‌های قطبی در طول عصرهای یخ‌بندان به دلیل خشک‌تر بودن این عصرها غلبه و گسترش بیشتری داشته‌اند.
دانشمندان اقلیم‌شناسی نگرانی‌هایی را در مورد تأثیر گرمایش جهانی بر یخ‌های قطبی در این زیست‌بوم‌ها ابراز داشته‌اند.